# Louise Lapierre
Louise Lapierre est une danseuse, professeur de danse et chorégraphe québécoise. Active au sein de plusieurs organismes de danse reconnus sur les plans national et international, elle travaille comme chorégraphe et productrice sur scène et à la télévision. Elle donne également des formations dans des écoles, des cégeps et des universités québécoises.

## Carrière
De 1967 à 1973, elle danse avec plusieurs compagnies de danse professionnelles où elle enseigne également. Elle fonde l'École de danse Louise Lapierre en 1973. Bachelière en éducation physique, spécialisation danse, elle enseigne dans les écoles, les cégeps et les universités et donne des stages de perfectionnement. Elle est active au sein de plusieurs organismes  de danse reconnus sur les plans national et international,. 
Louise Lapierre fonde l'école de Danse Louise Lapierre en 1973. Du haut de ses 24 ans, elle danse au sein des Ballets Jazz contemporains. De nos jours, ce groupe a donné naissance à la Compagnie Eddy Toussaint et aux Ballets Jazz de Montréal. "À l’époque, le ballet jazz, c’était la nouveauté, un peu comme le hip-hop maintenant. Il y avait peu de cours. Pour enseigner, certains repiquaient ce qu’ils voyaient à la télévision, mais nous, on avait la chance d’être à la source, grâce aux classes d’Eddy Toussaint et d’Eva Von Gencsy. On allait aussi à New York." 
À l'époque, les cours de jazz n'étaient pas facilement accessibles aux amateurs. Les compagnies de danse offraient quelques cours souvent interrompus par le départ des professeurs en tournée et peu adapté aux néophytes. Louise Lapierre choisit alors sa voie et entame une toute nouvelle carrière artistique. Elle fonde son école de danse : Louise Lapierre Danse. C'est d'abord le salon de sa mère qui sert de lieu d'inscription. La première année, l'École a 56 étudiants et un professeur, Louise Lapierre. 40 ans plus tard, Louise Lapierre est toujours active au sein de son école comme Directrice Fondatrice. Entouré d'une solide équipe de direction, administrative, de chorégraphes, d'enseignants, de moniteurs spécialisés pour enfants et bien plus, elle a aujourd'hui plus de 4000 étudiants de tous âges qui fréquentent son établissement tout au long de l'année. "Un succès d’affaires qui traduit sa passion pour une danse-loisir de qualité."
Louise Lapierre, de par sa formation en éducation physique, veille toujours à minimiser les risques de blessures dans ses cours et mise sur la créativité et le plaisir. Avec les années, elle a adapté son école aux différents besoins de son public. Elle fut la première à proposer des cours parents-enfants, elle a offert un programme de sport-étude pendant dix ans pour pallier le manque de lieux de formation intensive pour adolescents. Elle a aussi dirigé une troupe amateur qui a longtemps constitué une vitrine pour l’école. Louise Lapierre Danse est maintenant une école de danse à l’avant-garde des courants artistiques et pédagogiques renouvelant constamment ses programmes d'enseignement.

## Prix et distinctions reçus par Louise Lapierre
Membre de l'Union des artistes, Louise Lapierre reçoit plusieurs prix au cours de sa carrière, notamment de l’Association des Femmes d’affaires du Québec et du Service de la Culture de la Ville de Montréal.
En 2003, la Chambre de commerce du Montréal métropolitain lui rend hommage en la désignant parmi les « femmes à l'engagement et au cheminement exceptionnel » et le YMCA, « Femme de mérite ».[réf. nécessaire]

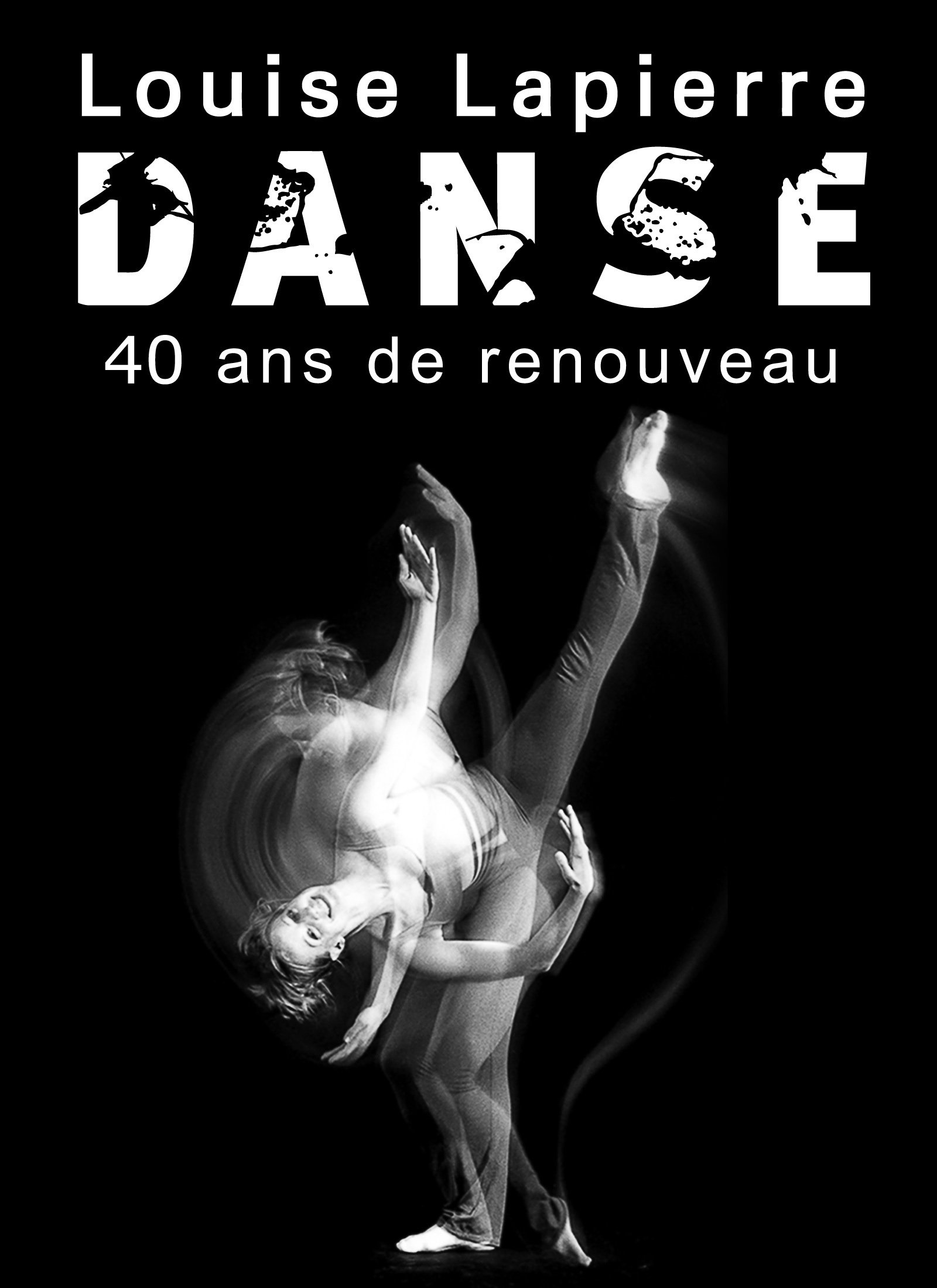
Cours de danse chez Louise Lapierre Danse depuis 1973, 40 ans.